# Homoeoide

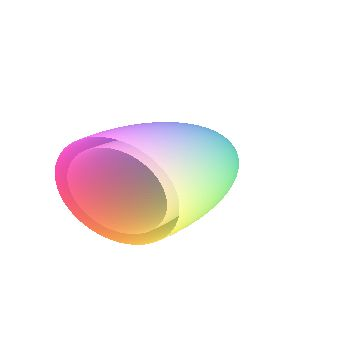
Sección de un homoeoide en 3D

Un homoeoide es una región delimitada por dos elementos concéntricos semejantes entre sí, ya sean elipses (en 2D) o elipsoides (en 3D).
Cuando el espesor de la capa delimitada entre los dos elementos se vuelve insignificante, se denomina homoeoide delgado. El término fue acuñado por William Thomson y Peter Tait.

## Definición matemática
Si la capa externa está dada por
{\displaystyle {\frac {x^{2}}{a^{2}}}+{\frac {y^{2}}{b^{2}}}+{\frac {z^{2}}{c^{2}}}=1}
con semiejes {\displaystyle a,b,c}, la capa interna está dada por {\displaystyle 0\leq m\leq 1}
{\displaystyle {\frac {x^{2}}{a^{2}}}+{\frac {y^{2}}{b^{2}}}+{\frac {z^{2}}{c^{2}}}=m^{2}}.
El homoeoide delgado está dado por el límite cuando {\displaystyle m\to 1}.

## Significado físico
Un homoeoide puede usarse como un elemento de construcción de una distribución de materia o carga. El potencial gravitatorio o electromagnético de un homoeoide lleno homogéneamente de materia o carga es constante dentro de la capa. Esto significa que una masa o carga no experimentará ninguna fuerza en el interior del homoeoide.